# Coma des Bous

La Coma des Bous és una depressió situada a la vall de Coanegra, en el terme de Santa Maria del Camí, dins la possessió de Son Oliver.

## Camí de sa Coma des Bous
Camí de carro i pista forestal que arrenca vora les cases de Son Oliver i mor en els comellars de Son Oliver. Presenta una amplada variable que va dels 3 metres als 2 metres. Catalogat com a element etnològic (SMA 512). A la part alta de la coma hi ha es coll de l'Amo, la Serra de s'Esteparet i la Rota d'en Berris

## Forns de calç
A la coma des Bous s'hi troben escalonats 4 forns de calç catalogats per Gabriel Ordines amb els números 21, 22, 23 i 24. El nº 22 presenta la singularitat que l'olla va ser aterracada per convertir el forn en depòsit d'aigua (aigua de cap-rec) per abeurar el bestiar. El nº 23 va ser cuit a la dècada dels quaranta del s. XX per Pere J. Sastre Campins Mandingo. Conserva la portada i restes del pedrís.

## Coves
Gabriel Santandreu inventaria diverses cavitats: Cova Baixa (Fitxa 8). A la part baixa de la coma s'hi troben la Cova des Forn des Moro (Fitxa 39) i la Cova de ses Someres (Fitxa 79). A la Cova des Forn des Moro la tradició local hi situa la llegenda El Forn del Moro